# Cupedora sublorioliana
Cupedora sublorioliana är en snäckart som först beskrevs av Henry Augustus Pilsbry 1890.  Cupedora sublorioliana ingår i släktet Cupedora och familjen Camaenidae. Inga underarter finns listade i Catalogue of Life.